# Скажене весілля 2
«Скажене весілля 2» — український комедійний фільм режисера Влада Дикого 2019 року. Продовження попереднього фільму «Скажене весілля».
Стрічка вийшла в український прокат 25 грудня 2019 року.

## Сюжет
Василь Середюк їде кудись на джипі, а його переслідують родичі, священник, сусіди та поліція. Підполковник Попадюк вимагає Середюку здатися, але той відмовляється. Попадюк дає команду вогонь і спецпризначенець починає обстріл автівки. Джип з'їждждає з дороги та таранить прилавок з кавунами. Попадюк, що висунувся з вікна, командує припинити вогонь, але вдаряється головою об дорожній знак.
За тиждень до цих подій начебто все спокійно. Минув вже рік, як молодша дочка Василя Романовича Середюка одружилася. Його дружина Галина виставляє на полиці потрети своїх трьох дітей — Захара, Катерини та Наталки. Василь помічає фото старшої доньки і виражає своє невдоволення, адже вважає її зрадницею — свого часу Наталка пішла проти волі батька, відмовилася вступати в училище культури, як волів Василь, втекла до Києва та стала PR-менеджером. Він каже дружині, щоб замінила фото Наталки на фото свого зятя Франсуа, який за словами Середюка «хоч і зять, проте йому не перечить». Галина відповідає Василю щоб він помирився зі своєю донькою, бо вони вже 5 років не спілкуються, а вона відвернулася від своєї сім'ї через той випадок. Сама Наталка в цю мить, проводить час в салоні краси у Києві, разом з Олею — дочкою сусідів Середюків. Вона каже однокласниці, що вона вчинила правильно, що не послухала батька, бо не змогла б зробити собі таке життя. Наталка їй відповідає, що через це вона образилася на всю сім'ю і навіть не була на весіллі молодшої сестри. Також вона сказала Ольці, що знайшла собі жениха, від чого її подруга трохи приголомшилася.
У Яблунівці Франсуа гуляє по саду Середюків, декларуючи вірш «Садок вишневий коло хати». До зятя підходить Василь Середюк і починає використовувати його як безоплатну робочу силу — то щебнем ділянку майбутньої бані засипати, то дрова нарубати, то підгорнути картоплю. Катерина просить батька припинити цей «кріпосний лад», але Василь викручується, натиснувши на жалість до батьків. Згодом, щоб подражнити свого сусіда Тараса, він удає ніби в нього прихопило спину і попросив Франсуа зняти йому черевики. В Києві Наталка розповідає Ольці подробиці про свого коханого — звуть його Юра і він займається бізнесом. Згодом Василь підходить до Тараса, який в цей час нянчить свою онуку Гаяне, і хвалиться йому, що у нього в сім'ї патріархат, навідміну від Тараса, якого тримає у підкоренні його жінка.
В Києві Наталка знайомить Ольку зі своїм коханим. За вечерею Тарас хоче щоб його зять звертався до нього на «ви», чим провокує його і дружину на сварку. Юрій відвідує свій ресторан. Він сприймає враження доброго і демократичного начальника, частуючи Наталку та Ольку стравами. Поки наречена і її подруга обирають подарунки для рідні, Юрій разом зі своїм партнером Андроном обговорюють весілля і бізнес. Андрон запевняє свого партнера, що пригляне за усім бізнесом. Тим часом у Яблунівці Василь Середюк презентує службовцю райдержадміністрації Івану Петровичу музейну експозицію. Службовець каже Василю, що треба зносити музей, а на його місці буде збудовано торгово-розважальний центр. Середюк категорично відмовляється віддавати свій музей на ділянку для ТРЦ.
А Наталка, Олька і Юрій вже на шляху до Яблунівки. Поки Олька досліджує міні-бар у машині, Наталка, якій не дає спокій минуле, питає Юру, чому він хоче провести весілля саме в Яблунівці, а не в Києві. Наречений їй відповідає, що хоче провести своє весілля разом із її родиною, бо сам виріс в інтернаті і не знав як це — мати сім'ю. Середюки обідають надворі, і Василь із зіпсутим настроєм через справу із музеєм, ледь не починає сварку із Галиною. В цей час до будинку підїдждає Наталка і заходить на подвір'я до сім'ї. Усі члени родини тепло її приймають, окрім Василя, який вагається, але зрештою обіймає свою доньку. Наталка часу не гає і ділиться з родиною звісткою про шлюб. Василь спочатку лякається, але коли чує, що доньчин наречений — бізнесмен, одразу змінює свою думку. На подвір'ї з'являється Юрій і знайомиться з родиною Середюків. Василя це шокує, адже Юрій значно старший за Наталку. Під час розпаковки подарунків він презентує Середюку скіфську вазу, але виявляється, що вона розбилася коли машина в'їхала у вибоїну. Увечері Василь ділиться своїми побоюваннями із дружиною, але Галина заявляє що рада за дочку і вранці Василь пробує переконати дочку, але в нього нічого не виходить. Тоді він збирається зіпсувати весілля і для цієї мети знову вербує Назарія Запухляка. Проте під час представлення його Юрію, бізнесмен відхиляє пропозицію Назарія, бо «від нього за версту несе аматорством і жлобством». Занепалий духом Запухляк радить Василю не здаватися і продовжувати боротьбу.
Увечері Галина показує Юрію сімейний фотоальбом. Під час розглядання фотографій юності виявляється, що колись Наталка зустрічалася з Петром Попадюком. У Василя з'являється ще одна ідея і він іде на зустріч з підполковником. На стрельбищі він переконує Петра, що Наталка все ще його кохає і намовляє його піти до неї. В цей час Тарас допомагає витягти машину з бруду і його лишають у полі. Петро приходить до Наталки, заводить розмову і тягне час до сигнала Василя. А той, дочекавшись слушної миті, стріляє у небо сигнальною ракетою. Побачивши це, Попадюк намагається поцілувати Наталку і отримує жорстку відповідь від неї та Юрія. Потім разом з Галиною йдуть допитуватися Василя, але той відмовчується. А до Юрія тим часом підходить Тарас і пропонує йому ідею влаштувати для Василя раптову зустріч з бібліотекаркою Уляною, через яку рік тому його відлупцювала дружина. Юрій приймає пропозицію і вмовляє на це бібліотекарку тим же способом, яким її вмовив Середюк. Вночі коли Василь збирається до ліжка, то знаходить там Уляну. Коли Галина заходить в кімнату, йому ледь-ледь вдається спекатися бібліотекарки, але вона її знаходить і влаштовує їй з Василем допит. Втручається Юрій і вирішує проблему і повідомляє Середюкові, що вони квити.
Василь знову зустрічається з Назарієм, і той радить йому перевірити свого нового зятя на вшивість. Він заходить до кімнати дочки та починає порпатися у речах Юрія. В кімнату входять Галина, Наталка і Катерина, а Василь встигає сховатися в шафі. Галина дарує Наталці фату і бачачи паспорт Юрія жартує, що могла б і сама вийти за нього свого часу. Василю від цього стає зле і Катерина з Франсуа намагаються йому допомогти. Зять розповідає тестю, як студенти в його університеті налякали професора, а він вмер від переляку і додає, що після 40 років у всіх чоловіків хворе серце. У Василя з'являється ще одна ідея і він йде геть, похваливши Франсуа. Знову з'явившись у гримерці Назарія Запухляка, Середюк приносить йому костюм вовкулаки і розповідає про свій план — налякати свого зятя до смерті. Спершу Запухляк відмовляється, але Василь вмовляє його на цю авантюру. Після цього він йде до отця Євлампія, щоб попросити його про риутальні послуги на завтрашній день. Спочатку отець відмовляється, бо збирається їхати з дяком і хористом у Грушівський жіночий монастир, але згодом погоджується. Василь повертається додому і бачить, що Юрій і Галина разом займаються йогою. Середюк пропонує зятю піти з ним на лови, згідно «старої подільської традиції». Юрій купує все необхідне для полювання, а Франсуа хоче піти на лови з ними, проте лишається. Вночі у лісі Василь та Юрій стають на привал. Середюк відлучається і зустрічається із Назарієм у костюмі вовкулаки. Спершу Запухляк боїться, бо вони взяли з собою вогнепальну зброю, але Василь віддає йому всі набої і пояснює план — він дає Юрію сечогінний чай, той іде в кущі і в цей момент його лякає до смерті Назарій. Запухляк ховається і чекає, а Василь тим часом розповідає Юрію історію про Подільського вовкулаку, який за часів Другої світової наводив жах на цю місцину. На Юрія ця історія враження не справила, і він пішов освіжитися. Середюк залишився сам і це помітив Запухляк. Думаючи, що це Юрій, Назарій підкрадається до нього і лякає. Василь непритомніє з жаху і Назарій зрозумів, що налякав не того. Тим часом Юрій вже повернувся і побачивши це, спробував застрелити «вовкулаку», але рушниця розряджена, тому він вирубив його прикладом.
Вранці отець Євлампій разом з хористом відспівує «мертвого» Середюка. Приходить Галина і цікавиться про мету візиту священника. Вона будить Василя, отець жахається і разом з хористом йде геть. Галина вже зрозуміла, що Середюк затіяв тому починає його лупцювати ганчіркою, на очах у снідаючої сім'ї. Юрій заявляє Василю, що краще програти по очкам і здатися. Почувши це Наталка гадає, що Юрій затіяв якісь ігри і починає його розпитувати. Наречений намагається її заспокоїти і заперечує свої «ігри», але Василь згадує про голу бібліотекарку і сварка розгоряється з новою силою. За всім цим спостерігає Тарас, якого Олька просить замінити памперси Гаяне. Коли сварка скінчилася, Василь і Юрій сіли і спокійно поговорили. Василь зізнався, що він сам в усьому винен, але Юрій каже що тут і його провина є. За його словами, через те що він виріс в інтернаті, він мав виборювати все, що мали інші діти і тому у нього з'явилася така пристрасть до своєрідних ігор. Також він сказав, що піклується про дітей в інтернаті, таких самих яким він колись був. Після цього, Василь і Юрій йдуть на мирову і готуються до завтрашнього весілля.
Підготовка йде повним ходом. Василь не може знайти свою вишиванку, і завдяки Галині згадує, що відніс її до свого музею на експозицію. Прийшовши до музею, він виявляє, що установа вже приватизовна і його усунули від керування. Повернувшись на весілля, він розуміє, що його музей приватизував не хто інший, як Юрій (а точніше його партнер Андрон). Василь впадає у відчай і не знає що й думати. Отець Євлампій намагається його підтримати, сказавши, що бувають і гірші речі, згадавши про свою поїздку у Грушівський монастир. Василь вирішує відвезти туди Наталку і кличе на поміч Запухляка. Той приносить йому снодійне і присипляє Наталку, яка прийшла по батька. Василь кладе дочку в джип і їде геть, попередньо заявивши що Юрій не отримає ні дочки, ні музею. Починається погоня. За Василем женуться рідні на мікроавтобусі, Олька і Ашот на своїй автівці, отець Євлампій з хористом на мотоциклі та Юрій у поліцейському бусі разом з підполковником Попадюком. Юрій мотивує його підвищенням і Петро починає активні дії. Наталка тим часом приходить до тями і просить тата зупинитися. Василь відповідає що з нього годі, і розповідає що на місці його музею зроблять універмаг. Наталка приголомшена і Василь заявляє що вона їде на перевиховування. Підполковник Попадюк сперечаючись зі своїм підопічним підключає мегафон до прикурювача і налагоджує контакт із Середюком. Петро вимагає, щоб Василь здався, але Середюк каже що Поділля не здається і показує йому дулю. Тим часом стається коротке замикання і штекер мегафона у прикурювачі спалахує. Попадюк це помічає і кричить «АГОНЬ!». Його колега сприймає це як команду, і спецпризначенець починає обстріл автівки. Джип з'їжджає з дороги, таранить прилавок з кавунами і перекидається. Попадюк дає команду припинення вогню і б'ється головою об дорожний знак.
Василь отямлюється у лікарні. Біля його ліжка стоїть Юрій. Василь каже що так просто не віддасть музей і буде судитися. Але Юрій йому показує папери, де музей передано у повну приватну власність Василя Романовича. А партнера, який таке вчинив з його зятем він звільнив. Підполковник Попадюк у сусідній палаті каже про арешт майна Середюка, але Юрій йому нагадав про домовленість і Петро дає йому усне попередження. Сім'я Середюків заходить у палату. Василь вибачається перед Наталкою та благословляє наречених. Через місяць весілля відбувається знову. Цього разу промову виголошує Юрій. У промові він сказав, що ніколи на мав сім'ї і не знав як це. Але один чоловік показав йому сім'ю. Як він кинувся рятувати дочку, коли вважав що вона у небезпеці. І він, Юрій, буде певен, що якщо потрапить у скрутне становище, Василь Середюк його врятує. Після закінчення промови Наталка і Юрій зливаються в цілунку, а дочка Ольки Гаяне каже перше слово, що помічає Тарас. Тим часом на свято прибуває Олег Винник і разом з Назарієм Запухляком утворює дует «Молоді вовки». Після виступу Василь і Юрій йдуть на лаву, але раптом до них прибігає Олег Винник, який в черговий раз тікає від своїх фанаток.

## У ролях
У фільмі знімалися:

| Актор                | Роль                                             |
| -------------------- | ------------------------------------------------ |
| Катерина Кузнецова   | наречена Наталка Середюк                         |
| Томаш Собчак         | наречений Юрій Леонідович Левандовський          |
| Олександр Шевчук     | наречений Юрій Леонідович Левандовський (дубляж) |
| Назар Задніпровський | батько нареченої Василь Романович Середюк        |
| Поліна Василина      | сестра нареченої Катерина Середюк                |
| Джиммі Воха-Воха     | зять Василя Франсуа Обомеянг                     |
| Леся Самаєва         | мати нареченої Галина Іванівна Середюк           |
| Святослав Жмурко     | брат нареченої Захар Середюк                     |
| Олександр Кобзар     | сусід Середюків Крижанівський Тарас Адамович     |
| Віра Кобзар          | дружина сусіда Оксана Крижанівська               |
| Інна Приходько       | дочка сусіда Оля (у дівоцтві Крижанівська)       |
| Арам Арзуманян       | зять сусіда Ашот                                 |
| Юрій Горбунов        | тамада Назарій Запухляк                          |
| Олексій Супрун       | підполковник поліції Петро Попадюк               |
| Олег Винник          | камео Олег Винник                                |
| Потап                | отець Євлампій                                   |
| Позитив              | хорист Кіндрат                                   |
| Монатік              | дяк Пилипон                                      |

## Виробництво

### Кошторис
Фільм «Скажене весілля 2» став переможцем одинадцятого конкурсного відбору Держкіно. Загальний кошторис стрічки склав ₴15 млн. Від Держкіно творці отримали фінансову підтримку на виробництво фільму розміром 7 млн. грн (46,7 % загальної вартості виробництва фільму).

### Фільмування
Фільмування кінокомедії відбувалося з серпня по жовтень 2019 року у Києві та передмісті.

### Музика
Музичними продюсерами фільму виступили Потап та Позитив, зокрема вони також зіграли епізодичні ролі у стрічці. У жовтні вийшов перший саундтрек фільму «СВ2» від гурту «Mozgi». А вже на початку грудня була опублікована спільна пісня Потапа, Олі Полякової та Олега Винника «Свят! Свят! Свят!», яка стала другим саундтреком.

## Прем'єра

### Кінопрокатна прем'єра
Стрічка вийшла в український кінопрокат 25 грудня 2019 року; дистрибутор — MMD UA.

### Телевізійна прем'єра
Стрічка вперше демонстрували на українському телебаченні на телеканалі 1+1 20 квітня 2020 року.
Частка прем‘єри:
·      Рейтинг продукту за аудиторією 18-54 (50+) склав 6,3 %, частка — 22,9 %
·      Загальна аудиторія прем'єри склала 3,14 млн за 4+ (вся Україна)
·      20 квітня «1+1» став лідером дня за аудиторією 18-54 (50+)
·      Частка каналу за добу склала 13,3 % і була найвищою після 1 січня 2020 року
Кількість показів (прайм-тайм): 8 (4 ‒ на каналі «1+1»; 4 ‒ на каналі ТЕТ), загальне охоплення (4+, уся Україна): 9 486 997

### Прем'єра на домашньому відео: VOD-платформи
20 жовтня 2020 року фільм став доступним на Youtube-каналі телеканалу 1+1 VOD-платформи Youtube (доступ надається лише для українських IP).

### Міжнародна дистрибуція
1. Ocean Media — ТБ та digital права (Canada, Latin America, USA).
2. Kartina.tv — digital права (Europe, Israel, North America).
3. Telewizja — ТБ права (Poland).
4. Brauron — кінотеатральні права (Czech, Pol, Port, UNITED KINGDOM).
5. KinoFilm Corp. — кінотеатральні права (North America).[10]